# Alceste (Händel)

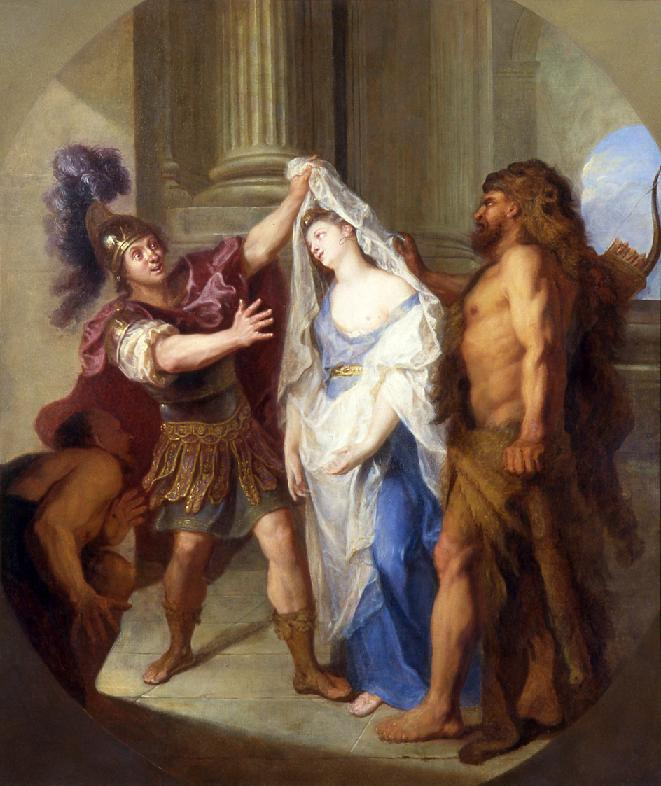
Ercole riporta indietro Alceste dagli Inferi Antoine Coypel

Alceste ("Alcides"; HWV 45, HG 46b, HHA I/30) è un masque o una semi-opera in quattro atti di Georg Friedrich Händel. Furono composte ouverture e cantate per gli Atti 1 e 4. In totale erano 19 movimenti. Fu composta dal 27 dicembre 1749 all'8 gennaio 1750.

## Storia
L'opera fu scritta come musica di scena per una commedia teatrale di Tobias Smollett, fu fatta una prova generale al Covent Garden Theatre, ma non fu mai rappresentata, per motivi che non sono stati ufficialmente resi noti. In primo luogo occorre sapere che la produzione originale sarebbe stata una faccenda elaborata e molto costosa, che avrebbe coinvolto una serie di artisti, sostenuta da una grande orchestra e con uno scenario imponente. Forse per questo fu bruscamente annullata prima dell'esecuzione dall'impresario che temette un fiasco clamoroso. 
Comunque oltre alle considerazioni sul costo esistono anche altre teorie per l'improvvisa cancellazione, rimane il fatto che probabilmente Händel non ne fu turbato più di tanto e, molto semplicemente, rielaborò la sua partitura per soddisfare le esigenze di altre produzioni, mentre la commedia di Smollett, in ultima analisi, è andata perduta. 
La musica fu riutilizzata in La scelta di Ercole, HWV 69, e in alcune riprese di Alexander Balus, HWV 65, e Ercole, HWV 60.

## Ruoli
- Admeto, Re di Tessaglia
- Alceste, moglie di Admeto
- Hercules
- Apollo
- Musa Calliope
- Coro

## Trama e organico della partitura
La storia, che era iniziata con le nozze nel primo atto fra Admeto e Alceste, ruota tutta attorno alla generosità ed allo spirito di sacrificio di Alceste.
Infatti più avanti nella vicenda Admeto, Re di Tessaglia, sta per morire, ma il dio Apollo gli offre la possibilità di salvarsi, a patto che qualcuno si sacrifichi per lui. La Regina Alceste si offre di morire al posto del marito, di fronte allo stupore di Hercules, molto colpito dal suo coraggio.
Hercules quindi scende nell'Ade ed a affronta la morte vincendola e riesce a riportare Alceste sana e salva al marito. Händel ha musicato le nozze del primo atto, la discesa di Hercules agli Inferi e la scena finale del ritorno di Alcesta fra le braccia di Admeto, con l'arrivo trionfale di Apollo con le Muse per la celebrazione della felicità generale. «In questi grandi quadri, handel inserisce l'intervento canoro della Musa Calliope, che appare in fase onirica ad Admeto, infondendogli un messaggio di conforto.»
La partitura è scritta per 6 violini primi, 6 violini secondi, 2 viole, 2 violoncelli, 1 contrabbasso, 4 oboi, 2 fagotti, 2 trombe, 1 arciliuto 1 tiorba, 1 clavicembalo.

## Registrazioni
Handel: Alceste - Academy of Ancient Music
- Direttore: Christopher Hogwood
- Principali cantanti: Emma Kirkby, Patrizia Kwella, Judith Nelson, Paul Elliott, David Thomas, Margaret Cable
- Data di registrazione:
- Etichetta: L'Oiseau-Lyre London/Decca - 421479 (CD)

Handel: Alceste - Le Concert de l'Hostel Dieu
- Direttore: Franck-Emmanuel Comte
- Principali cantanti: Stéphanie Révidat, Roxanne Comiotto, Jean Delescluse, François Bazola
- Data di registrazione: agosto 1997
- Label: Absalon (Musicsoft/Media 7)/LCHD897 (CD)